# 一条忠頼
一条 忠頼（いちじょう ただより）は、平安時代末期の武将。甲斐国山梨郡一条郷を領し、一条氏と名乗った。

## 経歴
甲斐源氏の武田信義の嫡男として誕生。治承4年（1180年）8月、武田信義を棟梁とする甲斐源氏が挙兵する。甲斐源氏は隣国である信濃国の平氏家人や駿河国目代を攻撃して勢力を拡大し、10月には平氏が送り込んだ追討軍を富士川の戦いで撃破して、駿河・遠江国を制圧した。
『吾妻鏡』における忠頼の初見は9月10日条の諏訪攻撃の記事で、板垣兼信・武田有義・武田信光ら他の兄弟よりも早い。内乱前は任官歴があり、源氏の通字「義」を継いだ有義が嫡流だったと思われるが、内乱期は忠頼が甲斐源氏の中心として活躍することになる。富士川の戦いの後、忠頼は暫く史料から姿を消すため詳しい動向は不明だが、父の代理として新たに勢力圏となった駿河の在地支配を行っていたと考えられる。
寿永2年（1183年）7月、木曾義仲は京へ進撃して平氏を西国へ追いやった。『愚管抄』はこの時に「東国の武田」も入京したとするが、『吉記』7月30日条の京中守護諸将の中に信義・忠頼父子の名はなく、甲斐源氏は安田義定のみである。遠江を実効支配して半ば自立していた義定は独自の判断で入京したと思われるが、これは甲斐源氏の結束が弱まり一枚岩ではなくなっていたことを示すものといえる。義仲は治安回復の失敗・皇位継承問題への介入・法住寺合戦による後白河法皇幽閉などで孤立し、翌寿永3年（1184年）正月20日、源範頼・義経軍の攻撃で敗死した。
『吾妻鏡』正月20日条には「一条次郎忠頼已下の勇士、諸方に競ひ走り」とあり、忠頼が軍勢を率いて義仲追討戦に参加していたことが確認できる。特に粟津の戦いでは都落ちした木曾義仲軍を撃破し、追い詰めた。しかし、続く一ノ谷の戦いでは安田義定は『吾妻鏡』に範頼・義経と同格の扱いで記載されているが、忠頼の名はない。京都に留まって治安維持の役割を担っていたとも考えられる。
平氏の屋島への撤退により軍事的脅威はひとまず去り、一部の残留兵力を残して遠征軍の大半は東国に帰還した。忠頼もこの時に東国に戻ったと思われる。それからまもなくの6月16日（『延慶本平家物語』では4月26日）、鎌倉に招かれた忠頼は酒宴の最中に、頼朝の命を受けた天野遠景によって暗殺された。
一条氏の家督は、頼朝に協力した弟・武田信光の次男である一条信長が継承した。忠頼は一条郷のうち一条小山に居館を構え、後に時宗寺院の一蓮寺が創建される。

## 忠頼謀殺の背景
『吾妻鏡』は忠頼殺害の理由について「威勢を振ふの余りに、世を濫る志を挿む」（6月16日条）と書くだけで具体的な説明に乏しく、どうして頼朝が忠頼殺害に踏み切ったのか判然としない。直前の政治状況を見てみると、義仲滅亡により鎌倉軍が初めて畿内に進出し、京と鎌倉の間では様々な政治交渉が始まっていた。両者は平氏追討という目的では一致していたが、個々の問題では思惑に差があった。朝廷にすれば寿永二年十月宣旨を下したものの、内心ではこれ以上の大幅な権限委譲は避けたかったと思われる。交渉の結果、後白河法皇は平家没官領を頼朝に与え、3月27日の除目で正四位下に叙した。
なおこの除目の下名には、辞退の項目に「左衛門尉源惟義」、すなわち信濃源氏の大内惟義の名がある（『吉記』4月2日条）。惟義は『延慶本平家物語』では義仲追討戦、『吾妻鏡』では一ノ谷の戦いが初見であり、左衛門尉にいつ任官したか不明だが、朝廷は戦後処理が片付かなければ人事を行う暇はなかったはずで、頼朝と同じ3月27日の除目で任じられたが、すぐに辞任したという解釈が妥当である。
『吉記』の3月分が残っていないため、除目の詳細は明らかでない。しかし3月27日の除目が頼朝に限定されず義仲追討に参加した諸将が対象であったとすると、忠頼も任官の栄に浴した可能性が高い。その場合、前年に安田義定が遠江守に補任されていることから、受領クラスの任官が想定される。『尊卑分脈』の忠頼傍注には「武蔵守」とあり、この記述のみで忠頼が武蔵守に補任されたと確定するのは無理であるが、朝廷に頼朝の対抗勢力として甲斐源氏を懐柔しようという意図があり、忠頼にも甲斐の隣国である武蔵に進出したいという思惑があれば、不自然な人事ではなく蓋然性は高くなる。しかし頼朝にすれば武蔵の実効支配を否定されたも同じであり、到底容認できるものではなかったと推測される。
『延慶本平家物語』には「4月26日に忠頼が討たれ、安田義定は武田信義追討のために甲斐に下向した」という『吾妻鏡』とは異なる記述がある。『延慶本平家物語』の日付に従えば、忠頼の武蔵守補任（3月27日）⇒忠頼謀殺（4月26日）⇒源広綱・平賀義信の駿河守・武蔵守補任（6月5日）という流れとなる。駿河は忠頼が国務を掌握していた国であり、忠頼殺害で頼朝がその支配権を奪取したことになる。
『吾妻鏡』5月1日条は義仲の遺児・源義高誅殺を受けて、その与党追討のために鎌倉から軍勢が発向した記事であるが、下総以外の鎌倉政権下の国の御家人が召集されるなど残党狩りにしては規模が大きく、しかも足利義兼・小笠原長清の軍勢は甲斐に進攻している。『延慶本平家物語』にある安田義定の甲斐下向の記事も合わせると、忠頼謀殺と同時に開始された甲斐源氏制圧のための軍事行動とも考えられる。

## 画像集

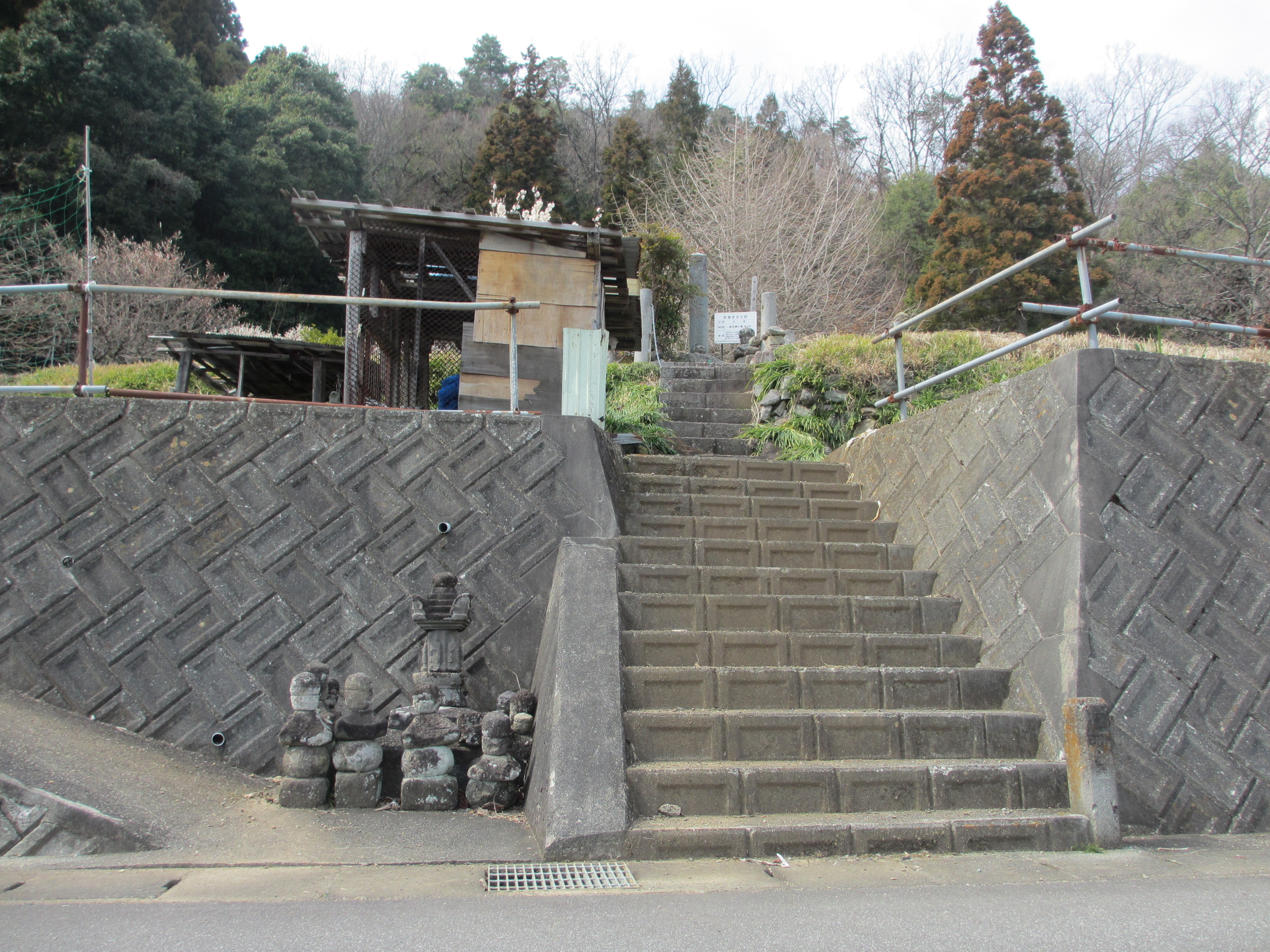
一条忠頼公の墓全体像（山梨県南巨摩郡富士川町舂米,妙楽寺跡)
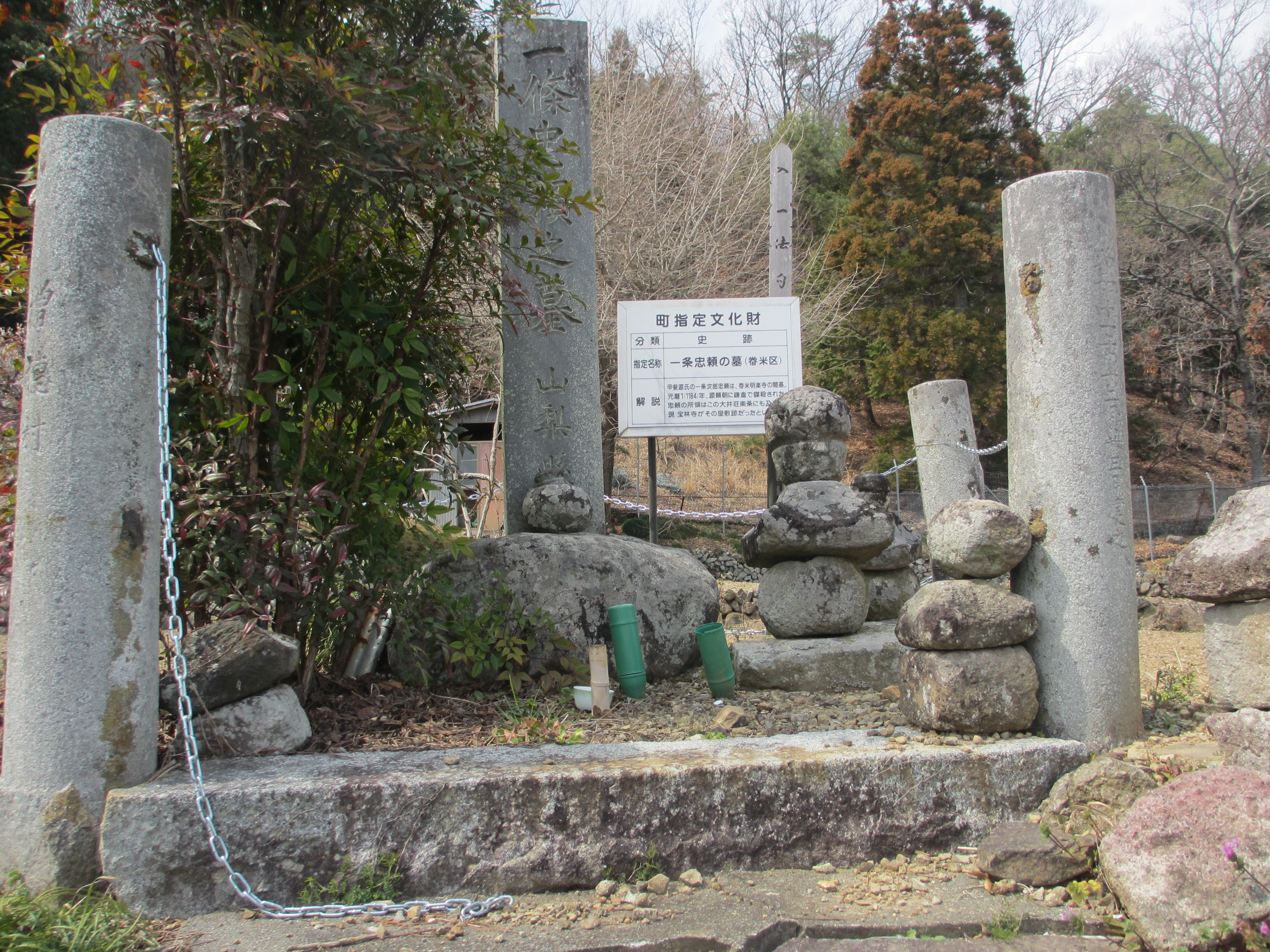
一條忠頼公之墓、解説板付（身延線鰍沢口か市川大門駅から）
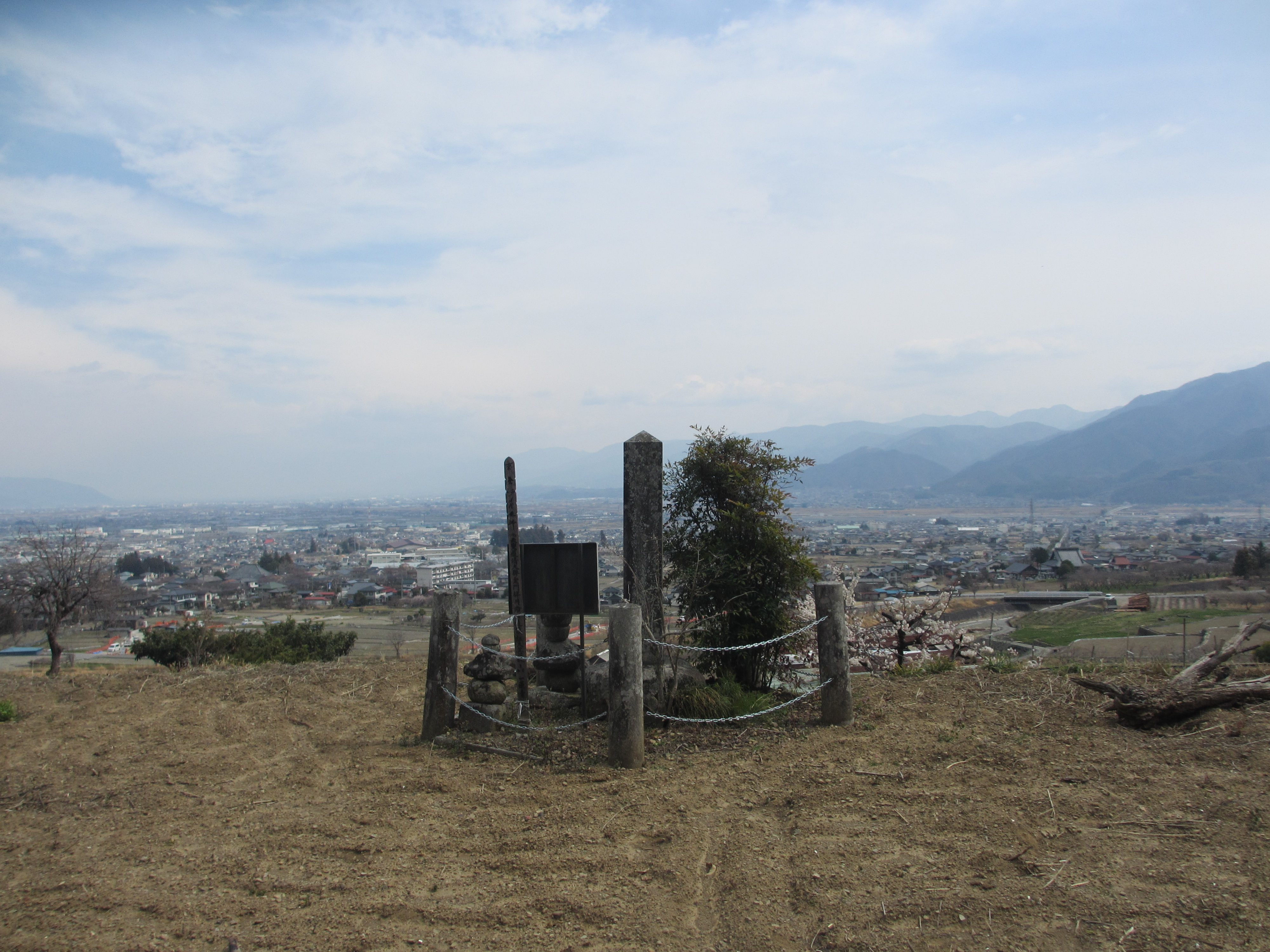
一条忠頼公の墓後方から展望（前方に広がるのは甲府盆地）

## 関連作品
- 『鎌倉殿の13人』（2022年NHK大河ドラマ、演：前原滉[6]）